# Puente Rama VI
El puente Rama VI (en tailandés: สะพานพระราม 6) es un puente ferroviario sobre el río Chao Phraya, en Bangkok, en Tailandia, que conecta el distrito de Bang Sue y el de Bang Phlat. Fue el primer puente en cruzar el río Chao Phraya. La construcción se inició en diciembre de 1922 durante el reinado de Rama VI para enlazar las líneas de ferrocarril del Norte y del Este, con las líneas de ferrocarril del Sur. Fue inaugurado oficialmente el 1 de enero de 1927.
El puente quedó severamente dañado durante la Segunda Guerra Mundial, y entre 1950 y 1953 fue reparado y reabierto oficialmente el 12 de diciembre de 1953.